# Cillian O'Connor
Cillian O'Connor en Anglais ou  Cillian Ó Conchubhair en Irlandais, (né le 13 mai 1992 à Ballintubber dans le Comté de Mayo) est un joueur Irlandais de Football gaélique, il évolue au poste d'ailier droit et dispute les compétitions inter-comtés sous les couleurs de Mayo.
Cillian O'Connor est membre du club de Ballintubber avec lequel il a remporté deux titres de champion du comté de Mayo en 2010 et 2011.

## Palmarès

### Collectif
Ballintubber
- Championnat de Football Senior de Mayo:
  - Vainqueur (2): 2010, 2011

Mayo
- All-Ireland Senior Football Championship
  - Finaliste (1): 2012
- Connacht Senior Football Championship:
  - Vainqueur (3): 2011, 2012, 2013

### Individuel
- 1 All Stars Award (2011)